# 金絮衣科
金絮衣科（学名：Chrysotrichaceae），是星裂菌目的一属真菌。

## 下级分类
本科包括以下属：
- Byssocaulon Mont., 1835
- 金絮衣属 Chrysothrix Mont.
- Galbinothrix
- Melarthonis